# بیسوم
بیسوم (به هلندی: Biessum) یک منطقهٔ مسکونی در هلند است که در دلف‌زیل واقع شده‌است.